# Słomiany Rynek

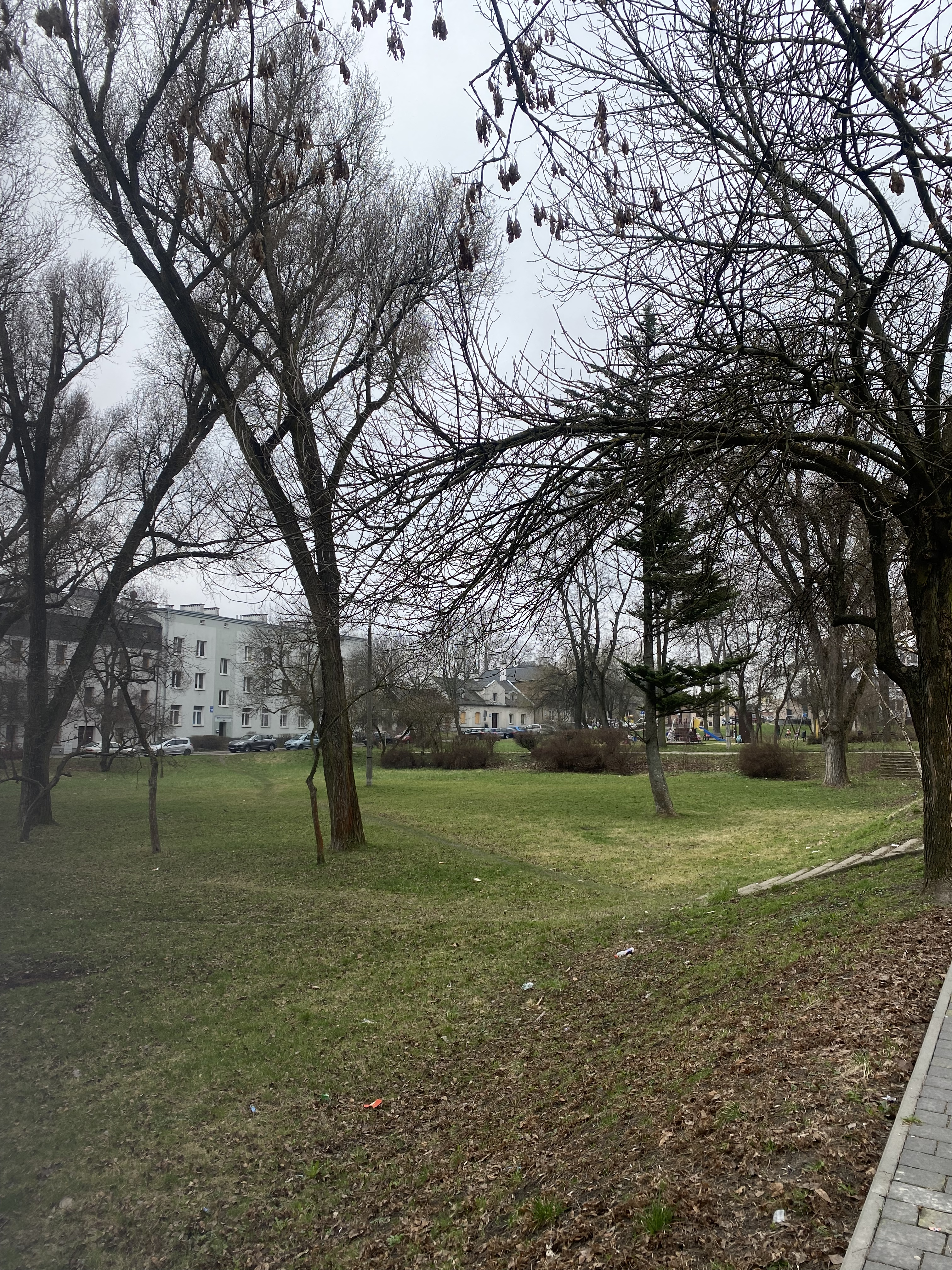
Słomiany rynek

Słomiany Rynek – plac w Lublinie znajdujący się pomiędzy ulicami Kalinowszczyzna a Towarowa.
Przypuszcza się, że w XVI wieku rynek spełniał funkcje handlowe, ponieważ taką samą nazwę nosiła utworzona wówczas jurydyka. Na początku XXI w. w tym miejscu był park i plac zabaw. W grudniu 2017 zaprezentowano koncepcję rewitalizacji Słomianego Rynku.
Na terenie Rynku przynajmniej od II połowy XIX w. stoi murowany zdrój, który służył jako ogólnodostępna studnia miejska. Inna, zabytkowa studnia na Kalinowszczyźnie znajduje się przy kościele oo. Augustianów.